# Jakub Cseszneky
Jakub Cseszneky (maďarsky Cseszneki Jakab, též Cseszneky de Csesznek et Visk Jakab) byl uherský šlechtic (baron), pán hradu Csesznek a hlavní župan Trenčínské župy ve 13. století. Pocházel ze šlechtické rodiny Csesznekyů.